# Cyril Simey
Cyril Stillingfleet Aylmer Simey (18 de setembro de 1905 – 19 de setembro de 1952) foi um esgrimista britânico que participou dos Jogos Olímpicos de Verão de 1928, sob a bandeira da Grã-Bretanha.